# Cornelia Arens
Cornelia Arens (geboortedatum onbekend, datum van professie 6 juli 1621 - 14 oktober 1654) leefde als begijn in het begijnhof van Amsterdam en is daar ook begraven.
Tijdens haar leven besloten haar ouders zich te bekeren tot het protestantisme. Als boetedoening hiervoor verzocht zij in haar laatste wilsbeschikking om in de goot op het Begijnhof te worden begraven.
Volgens de overlevering werd dit niet gehonoreerd en werd zij toch in de kerk begraven. De volgende ochtend echter zou haar kist in de goot hebben gestaan. Dit herhaalde zich tot drie keer toe. Men besloot toen om haar op 2 mei 1655 toch maar in de goot te begraven. In de straat langs de Engelse kerk is de grafzerk nog terug te vinden en in de gemetselde rand is een kleine herinneringssteen aanwezig.
Elk jaar op 2 mei wordt haar graf nog altijd versierd met bloemen, variërend van viooltjes tot vergeet-mij-nietjes.